# 手島良
手島 良（てしま まこと）　
自由の森中学校・高等学校、筑波大学附属駒場中学校・高等学校、筑波大学附属中学校教諭を経て、現在は武蔵高等学校中学校教諭、日本女子大学非常勤講師。1985年東京外国語大学外国語学部英米語学科卒業。1991年英国レディング大学大学院言語学科修士課程（応用言語学専攻）修了。2010年度ロンドン大学音声学科客員研究員、2002～2004年度NHKラジオ「新基礎英語3」講師。一般財団法人語学教育研究所理事を2012年4月から2018年3月まで務めた。
- 著書には、

『英語の発音・ルールブック』（NHK出版、2004年）
『通じる英語の発音ドリル』（研究社、2006年）
『英語指導技術ガイドQ&A』（共著・開拓社、2014年）
『Expressways』（共著・高校教科書「英語表現I」、開隆堂、2014年)
『これからの英語の文字指導 書きやすく 読みやすく』（研究社、2019年）
- DVD

「綴りと発音」実践的指導法～英単語の綴りを読ませるための規則と指導の技～